# Night Spot

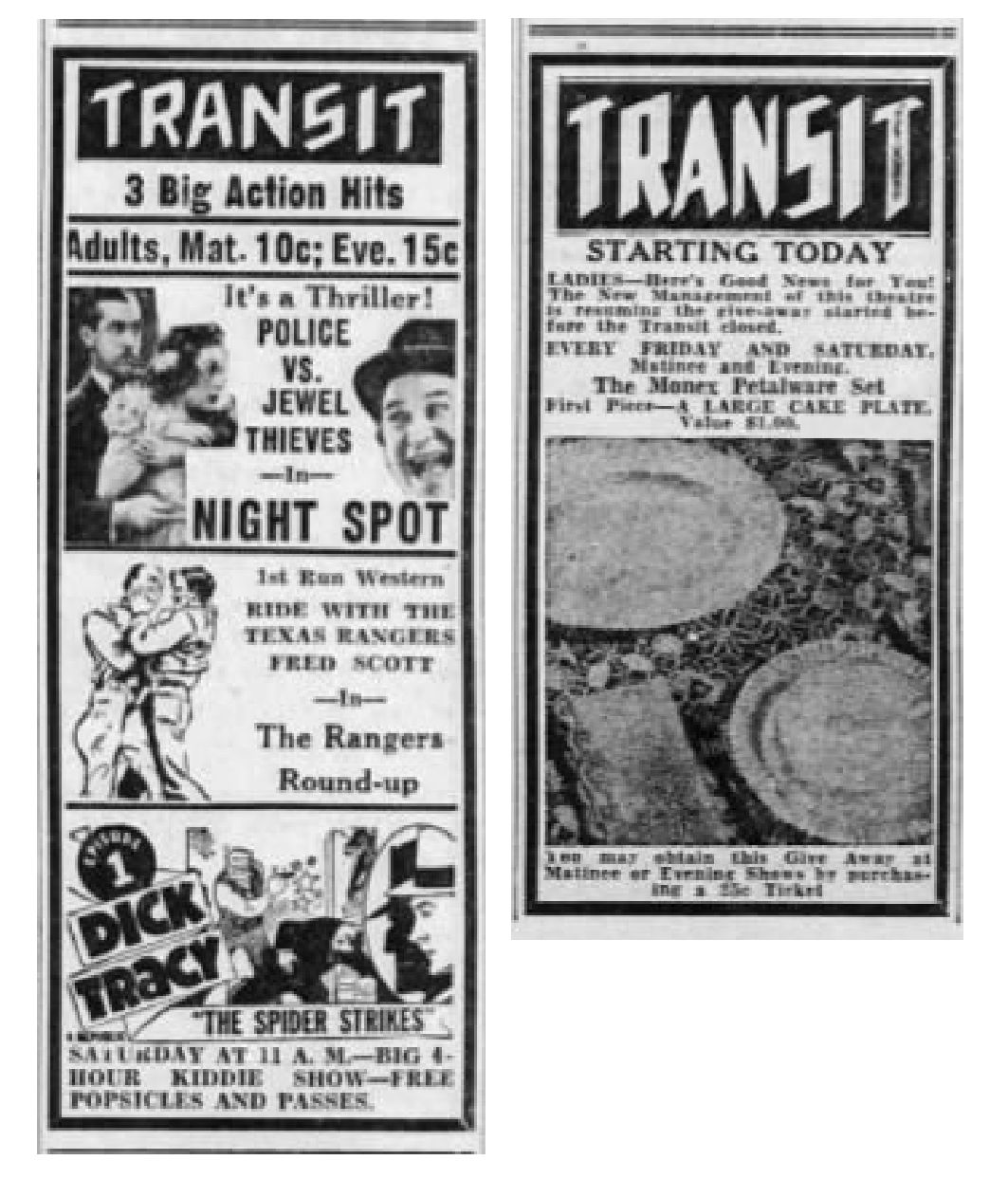
Publicité pour le film dans le journal Morning Call, Allentown.

Night Spot est un film américain réalisé par Christy Cabanne, sorti en 1938.

## Fiche technique
- Réalisation : Christy Cabanne
- Scénario : Lionel Houser d'après She Sang for Her Supper d'Anne Jordan
- Producteur : Robert Sisk
- Photographie : Nicholas Musuraca
- Costumière : Renié
- Musique : Roy Webb
- Montage : Harry Marker
- Genre : Comédie[1], film noir, film musical
- Production : RKO Pictures
- Durée : 60 minutes
- Date de sortie : 25 février 1938

## Distribution
- Harry Parke : Gashouse
- Allan Lane : Pete Cooper
- Gordon Jones as Riley
- Joan Woodbury : Marge Dexter
- Lee Patrick : Flo Bradley
- Bradley Page : Marty Davis
- Jack Carson : Shallen
- Frank M. Thomas : Serveur en chef
- Joseph Crehan : Inspecteur Wayland
- Crawford Weaver : Smokey
- Cecil Kellaway : Willard Lorryweather
- Rollo Lloyd : Vail